# Clubiona nilgherina
Clubiona nilgherina är en spindelart som beskrevs av Simon 1906. Clubiona nilgherina ingår i släktet Clubiona och familjen säckspindlar. Inga underarter finns listade i Catalogue of Life.